# Saproscincus spectabilis
Saproscincus spectabilis är en ödleart som beskrevs av  De Vis 1888. Saproscincus spectabilis ingår i släktet Saproscincus och familjen skinkar. Inga underarter finns listade i Catalogue of Life.